# Claudia Roden
Claudia Roden (Zamalek (Caïro), 1936) is een Britse kookboekschrijfster van Egyptische komaf. Ze is gespecialiseerd in de Midden-Oosten- en Mediterrane keuken. Ze presenteerde haar eigen kookprogramma op de BBC.

## Leven
Roden komt uit een Syrisch-Joodse familie. Zij woonde tot haar vijftiende in Egypte en ging vervolgens drie jaar naar school in Parijs. Daarna vertrok ze naar Londen, waar ze Kunst studeerde aan de Central Saint Martins College of Art and Design. Na de Suezcrisis van 1956 volgden haar ouders haar naar Londen. Ze trouwde Paul Roden in 1959 en kreeg met hem drie kinderen. In 1979 scheidde het paar.
Roden begon haar carrière als kunstschilder in het sociaal realisme. Ze had tot die tijd zelf amper gekookt en dacht in die tijd vaak terug aan de gerechten van haar grootouders, mede omdat ze het moeilijk vond te wennen aan de Engelse keuken. Om de cultuur die ze had achtergelaten te behouden begon ze met een studie in de kookkunst.
In 1968 bracht ze haar eerste boek uit, A Book of Middle Eastern Food. De Mediterrane keuken was op dat moment nog vrijwel onbekend in West-Europa. In het boek legde ze daarom nog noviteiten uit als de smaak van aubergines en het effect van de bereiding met olijfolie.
In deze tijd begon ze ook met het geven van kooklessen in de Mediterrane keuken. Daarop werd ze correspondent 'buitenlandse keuken' voor The Daily Telegraph en reisde voor The Sunday Times Magazine naar Italië om de Italiaanse keuken te onderzoeken. Voor de BBC presenteerde zij het programma Claudia Roden’s Mediterranean Cookery.
Roden is te gast geweest in veel landen wereldwijd, van Australië, Rusland en China, tot de Verenigde Staten, om over gastronomie te spreken. Van haar boeken zijn vele tientallen herdrukken verschenen, waaronder verschillende vertalingen in het Nederlands.

## Onderscheidingen
Ze ontving meerdere onderscheidingen, waaronder zes maal de Glenfiddich-prijs. Voor het boek The Book of Jewish Food dat in het Nederlands werd vertaald als De Joodse keuken werd ze bekroond met de James Beard Award voor het Beste kookboek van 1997. Aan dit boek werkte ze bij elkaar zestien jaar. Voor het boek ontving ze ook een National Jewish Book Award.
Ze ontving ook verschillende buitenlandse onderscheidingen, zoals de Premio Orio Vergani en de Premio Maria Luigia uit Italië. In 1999 werd ze bekroond met de Versailles-prijs uit Frankrijk. Datzelfde jaar ontving ze een Prins Claus Prijs. De jury van het Prins Claus Fonds eerde haar omdat ze een plek heeft geboden aan de eetcultuur uit de culturele nalatenschap van het Middellandse Zeegebied.
Op 18 januari 2013 ontving Claudia Roden de Johannes van Damprijs 2012 omdat zij zich in haar publicaties 'buitengewoon verdienstelijk heeft gemaakt voor de verspreiding van de kennis van de gastronomie'. Culinair journalist, schrijver en recensent van Het Parool Johannes van Dam, naar wie de prijs is genoemd, stelde in zijn lofrede dat Roden met haar boeken 'de deuren heeft opengezet naar beter begrip, niet alleen van andere keukens en culturen, maar van hele volksstammen'.